# Cuộc xâm lăng của Bé Mực
Shinryaku! Ika Musume (侵略!イカ娘, しんりゃく!イカむすめ) là loạt manga do Anbe Masahiro thực hiện và đăng trên tạp chí Weekly Shōnen Champion từ tháng 7 năm 2007. Cốt truyện xoay quanh cuộc sống thường ngày của Ika Musume một cô bé có mái tóc giống như một con mực hay nói đúng hơn thì cô bé là một con mực đã tiến hóa đến mức khó tin với sức mạnh phi thường. Cô bé lên trên mặt đất với ý định sẽ xâm lăng để trả thù việc con người làm ô nhiễm đại dương nơi cô sinh sống, nhưng sau khi cô vô tình phá một lỗ lớn tại một nhà hàng gần bờ biển để đập một con muỗi thì cô bị bắt ở lại làm bồi bàn để đền bù thiệt hại. Tại đây cô bé bắt đầu tìm hiểu rõ hơn về thế giới trên cạn kết bạn với mọi người và các tình huống hài hước cũng từ đó luôn phát sinh. TVM Comics đã đăng ký bản quyền để phát hành tại Việt Nam với tên Cuộc xâm lăng của bé Mực.
Diomedéa đã thực hiện chuyển thể anime của tác phẩm và phát sóng tại Nhật Bản từ ngày 04 tháng 10 đến ngày 20 tháng 12 năm 2010. Bộ anime thứ hai có tên Shinryaku!? Ika Musume (侵略!?イカ娘) cũng được thực hiện sau đó và phát sóng từ ngày 26 tháng 9 đến ngày 26 tháng 12 năm 2011. Sau đó thì bắt đầu phát hành các OVA để đính kèm với các tập của loạt manga.

### Bối cảnh bắt đầu xuất bản nhiều kỳ
Trước khi xuất bản trong "Weekly Shonen Champion", Anbe đã đăng các hình minh họa và manga của bé Mực trên trang web của mình. Đồng thời, Anbe nhận xét, "Truyện tranh web bé Mực là một nguyên mẫu, vì vậy nhân vật này khác với bé Mực hiện đang được đăng nhiều kỳ."
Nguồn gốc tên của nhân vật chính, (イカ娘, Ika Musume), là khi Anbe đi du lịch đến Izu cùng với hai người bạn từ những ngày còn học nghề, anh được hỏi tại một quán trọ, "Vì anh đã đến Izu, tại sao không anh không nhân hóa những sinh vật dưới nước?" Nó bắt đầu khi tôi đi ra ngoài và vẽ một ý tưởng ngay tại chỗ. Cô ấy nói rằng cô ấy thích nhân vật mà cô đã vẽ vào thời điểm đó, và sau đó đã thêm nhiều tính cách khác nhau để trở thành bé Mực hiện tại. 
Sở dĩ nhân vật chính trở thành con mực đơn giản là tác giả thích lối chơi chữ "Mực?" Sở dĩ tôi đặt bé Mực là "kẻ xâm lược" là vì tôi nghĩ: "Tôi ghét xả rác, và tôi chắc chắn nhân vật này sẽ tức giận với những người đổ rác rất nhiều xuống biển. Ngoài ra, lý do tại sao cuộc xâm lược của bé không diễn ra suôn sẻ thì tác giả nghĩ, "Vì ngay từ đầu bé ấy đã là một nhân vật dễ thương và ngây thơ, nên 'khả năng' rằng nó sẽ chả như bé ấy nghĩ."
Takashi Sawa, tổng biên tập của Weekly Shonen Champion vào thời điểm đó, đang xem bản cắt cho một dự án nhiều kỳ của một tác giả mới, đã xem bé Mực và thích nó. Số sê-ri hóa đã được quyết định vì lý do. Đoạn kết của bé Mực trở nên phổ biến ngay cả trong bộ phận biên tập, và do sự phổ biến của bảng câu hỏi, việc xuất bản chính thức đã được quyết định.

## Sơ lược cốt truyện
Thề sẽ chiếm lấy thế giới của loài người để trả thù vì đã làm ô nhiễm đại dương, bé Mực cố gắng đặt nơi hoạt động ngầm của mình là nhà hàng Lemon, một nhà hàng nhỏ bên bãi biển do ba chị em Aizawa điều hành. Tuy nhiên, bé vô tình làm thủng một lỗ trên tường của quán khi cố gắng thể hiện sức mạnh của mình bằng cách đập một con muỗi, bé buộc phải làm phục vụ bàn để đền bù thiệt hại. Vì đó, bé Mực bắt đầu cuộc sống của mình trên mặt đất, học hỏi những điều mới và gặp gỡ nhiều người kỳ lạ.

## Nhân vật

### Nhân vật chính
Bé mực (イカ娘, Ika Musume)
Lồng tiếng bởi: Hisako Kanemoto
Bé Mực xuất hiện dưới dạng một bé gái hình người với những xúc tu trên đầu màu xanh nước biển như mái tóc. Mục tiêu của bé là thôn tính loài người như một hình phạt cho việc gây ô nhiễm đại dương. Tuy nhiên, sau khi gây thiệt hại cho nhà hàng Lemon (nơi mà bé ấy định dùng làm căn cứ), bé buộc phải làm nhân viên phục vụ bàn để bồi thường thiệt hại. Bé sở hữu nhiều khả năng của loài mực bao gồm mở rộng xúc tu, điều khiển xúc tu, tái tạo những xúc tu bị đứt lìa, phun mực (nhìn giống nôn?) ra từ miệng, tự phát sáng trong bóng tối như mực đom đóm, bơi và thở dưới nước. Chiếc mũ hình con mực màu trắng mà bé ấy đội thực sự là một phần của đầu bé, vì vậy hậu quả chết người có thể xảy ra nếu ai đó cố gắng tháo "chiếc mũ" của bé. Hai chiếc vây trên "mũ" của bé có thể di chuyển giống như vây mực thật, mặc dù ban đầu bé chả biết. Bé Mực có một kiểu nói khác biệt. Bé ấy thường kết thúc câu nói của mình bằng "de geso" (でゲソ), các câu hỏi của bé ấy chơi theo nghĩa kép của "nai ka" (ないか, "phải không"), và cũng được sử dụng cho tiêu đề của mỗi tập của series (được viết là なイカ).
Thức ăn yêu thích của bé là tôm và bé vô cùng sợ hãi những kẻ săn mồi tự nhiên của mực như cá mập và cá voi sát thủ (bao gồm Chizuru). Mặc dù lúc đầu nhìn chung còn non nớt và thường hay nghịch ngợm như trẻ con lên ba, nhưng bé lại là một người học nhanh, có thể thành thạo những thứ phức tạp như toán học (giải được cả những phương trình toán học khó cả ở cấp trung học lẫn đại học) và các ngôn ngữ khác trong thời gian ngắn (như tiếng anh). Lâu lâu bé tạm ở ké ở nhà ba chị em Aizawa, thành ra bé đã coi nó là ngôi nhà của mình.
Aizawa Eiko (相沢 栄子, Aizawa Eiko)
Lồng tiếng bởi: Ayumi Fujimura
Một học sinh trung học 17 tuổi và là người quản lý quán Lemon với mái tóc ngắn màu đỏ sống cùng hai chị em Chizuru và Takeru. Cô là một cô gái có tinh thần mạnh mẽ và thường xuyên nhắc nhở Bé Mực mỗi khi bé làm loạn. Mặc dù thường xuyên cáu kỉnh với bé Mực, Eiko dường như quan tâm đến bé nhiều hơn những gì cô sẵn sàng thừa nhận và cuối cùng cả hai trở thành bạn tốt của nhau. Khi không làm việc ở quán, cô thích chơi trò chơi điện tử, nhưng học tập là điểm yếu của cô (đến nỗi phải nhờ bé Mực chỉ). Là một cô nàng tomboy, cô ghét mặc quần áo nữ tính và thậm chí cả váy (cô chỉ mặc váy khi đi học).
Chizuru Aizawa (相沢 千鶴, Aizawa Chizuru)
Lồng tiếng bởi: Rie Tanaka
Chị gái cả của Eiko với Takeru và quản lý của quán, người có mái tóc dài màu xanh lam với đôi mắt híp; cô ấy là đầu bếp chính tại Lemon. Cô có vẻ ngoài của một người chị cả tốt bụng, nhưng đôi khi, cô sẽ thể hiện những khả năng phi thường và khí chất đáng sợ mà hướng vào bất kỳ ai muốn gây rắc rối cho quán Lemon hoặc đe dọa gia đình và bạn bè của cô.
Takeru Aizawa (相沢 たける, Aizawa Takeru)
Lồng tiếng bởi: Miki Ōtani
Em trai út của Eiko và Chizuru. Takeru là một học sinh lớp ba với mái tóc nhọn màu đen, thích chơi với bé Mực, người mà cậu hay gọi là "Chị gái Mực" hoặc "Chị Mực" (イカ姉ちゃん, Ika Nee-chan). Cậu rất thích chơi cái xúc tu của bé. Cả hai rất thân thiết với nhau như chị em ruột thịt.

### Nhân vật phụ
Goro Arashiyama (嵐山 悟郎, Arashiyama Goro)
Lồng tiếng bởi: Yuichi Nakamura
Bạn thời thơ ấu của Eiko làm nhân viên cứu hộ (lifesaver) gần quán Lemon; anh tận tâm bảo vệ biển và người dân trên bãi biển, sẵn sàng ứng cứu khi có người sắp chết đuối. Anh thường nghiêm túc với công việc của mình nhưng đôi khi sẽ nổi giận khi bé Mực gây rối, thường là khi bé ăn trộm tôm từ bữa ăn của anh. Mặc dù cơ thể cường tráng của anh rất có sức hút với nhiều cô gái nhưng bản thân anh lại phải lòng Chizuru, chị gái của Eiko, nhưng lại không đủ can đảm để thổ lộ tình cảm của mình với cô.
Sanae Nagatsuki (長月 早苗, Nagatsuki Sanae)
Lồng tiếng bởi: Kanae Itō
Bạn cùng lớp và bạn hàng xóm của Eiko, người nảy sinh tình cảm ám ảnh với Bé Mực. Cô giữ một bộ sưu tập lớn các bức ảnh và kỷ vật liên quan đến bé Mực, và thường theo dõi bé ấy. Mặc dù bé Mực thường trả đũa một cách thô bạo trước những hành động thân mật của cô như ôm bé, nhưng cô lại thích điều đó. Cô cũng có một con chó cưng màu trắng tên là Alex và rất được Eiko yêu quý, nó rất ghen tỵ với bé Mực vì Sanae không quan tâm tới nó nữa.
Saito Nagisa (斉藤 渚, Saito Nagisa)
Lồng tiếng bởi: Azusa Kataoka
Một cô gái yêu lướt sóng làm việc bán thời gian tại Lemon. Không giống như những người khác, cô rất tin vụ thôn tính loài người của Bé Mực và vô cùng sợ hãi bé ấy. Mặt khác, bé Mực lại thích sự thật rằng cuối cùng cũng có người sợ bé và do đó bé liên tục trêu chọc hay dọa nạt Nagisa bất cứ khi nào có thể. Trong một tập phim của series, cô đã từng cải trang thành một nam phục vụ bàn soái ca theo đề nghị của Eiko để thu hút khách hàng nữ (vì vắng khách nữ quá, toàn nam) nhưng sau cùng cô cũng bỏ vì vài lý do.
Chủ quán biển Gió Nam (南風の店長, Minamikaze no Tenchō)
Lồng tiếng bởi: Rikiya Koyama
Chủ sở hữu giấu tên của một nhà hàng trên bãi biển tên là Gió Nam (南風, Minamikaze). Là một người quản lý khá nghiêm khắc, ông ấy hy vọng sẽ tận dụng được sự nổi tiếng của bé Mực bằng cách tạo ra kigurumi (đầu linh vật), có hình dạng giống đầu của bé Mực nhưng không bằng hàng thật, chứa đầy những tính năng khác nhau và thường gặp sự cố. Kigurumi được đội bởi con gái Ayumi của ông. Ông hy vọng sẽ có được bé Mực (ý chỉ muốn bé Mực bên quán Lemon) thực sự làm việc tại quán của mình.
Ayumi Tokita (常田 鮎美, Tokita Ayumi)
Lồng tiếng bởi: Ayako Kawasumi
Con gái của chủ quán biển Gió Nam. Mặc dù sở hữu ngoại hình quyến rũ với khuôn mặt xinh đẹp của cô thu hút rất nhiều khách hàng, nhưng cô lại nhút nhát với người lạ, đặc biệt là đàn ông. Để đối mặt với nó, cha cô đeo cho cô một chiếc mặt nạ kigurumi (ニセイカ娘, Nise ika musume) giả. Cô thỉnh thoảng làm việc tại nhà hàng Lemon như một phương tiện để cải thiện khả năng giao tiếp với người khác của mình. Cô khá hòa đồng với bé Mực, không cảm thấy xấu hổ khi nói chuyện với bé. Cô thú nhận rằng nếu mình không đeo mặt nạ kigurumi, cô không thể thể hiện bản thân đúng cách.
Cindy Campbell (シンディー・キャンベル, Shindī Kyanberu)
Lồng tiếng bởi: Hitomi Nabatame
Một nhà khoa học nghiên cứu (thuộc cục nghiên cứu phát hiện vật thể sống ngoài hành tinh Hoa Kỳ) người Mỹ tóc vàng và tốt nghiệp MIT, Cindy tin rằng bé Mực là một người ngoài hành tinh ngoài trái đất. Cô liên tục cố gắng để bé thừa nhận nó để cô ấy có thể đưa bé đến phòng thí nghiệm của mình, mục đích phân tích và kiểm tra. Trong một tập phim ở phần 1, cô có hơi nghi ngờ Chizuru là người ngoài hành tinh vì chứng kiến khả năng hết sức 'phi thường' của cô.
Harris (ハリス, Harisu), Clark (クラーク, Kurāku) và Martin (マーティン, Mātin)
Harris lồng tiếng bởi: Seiji Sasaki / Clark lồng tiếng bởi: Anri Katsu / Martin lồng tiếng bởi: Tetsuo Gotō
Một nhóm ba đồng nghiệp nghiên cứu của Cindy cũng là những sinh viên tốt nghiệp hàng đầu tại MIT. Harris là thử nghiệm viện; ông có nước da ngăm đen và là người cao nhất trong nhóm. Clark là nhà phát minh; một ông mảnh mai với mái tóc hoa râm buộc đuôi ngựa. Martin là chuyên viên nghiên cứu; một ông thừa cân với mái tóc ngắn màu nâu, đeo kính và để ria mép. Mặc dù họ có ý tốt và có tài đóng góp có ích cho nhân loại nhưng nỗi ám ảnh về việc nghiên cứu người ngoài hành tinh đã khiến họ phát triển những máy móc gây rắc rối cho quán Lemon, và do đó họ có biệt danh là "Tam Ngố Tử" (3バカトリオ, San Baka Torio).
Kiyomi Sakura (紗倉 清美, Sakura Kiyomi)
Lồng tiếng bởi: Kokoro Kikuchi
Một học sinh cấp hai mà bé Mực kết bạn sau khi cố gắng chơi trò nghịch bấm chuông nhà người ta và cả hai trở nên rất thân (làm Sanae phải ghen tị). Cô có mái tóc màu nâu được buộc thành hai bím đuôi ngựa và đeo kính. Cô và các bạn cùng lớp của mình thành lập Câu lạc bộ "xâm lược" với bé Mực, hầu hết là đi quậy tưng bừng khắp nơi từ quán karaoke, sân bowling, mua sắm, đi ăn quán, hồ bơi,.. vân vân.
Tatsuo Isozaki (磯崎 辰雄, Isozaki Tatsuo)
Lồng tiếng bởi: Shunzō Miyasaka
Một nhân viên cứu hộ làm việc cùng với Gorō. Anh thường bị đánh giá không tốt bởi vẻ ngoài với mái tóc vàng sặc sỡ của mình và thường cố gắng tán tỉnh các cô gái không thành công (anh đã từng tán Ayumi một lần nhưng thất bại).
Kozue Tanabe (田辺 梢, Tanabe Kozue)
Lồng tiếng bởi: Akemi Kanda
Một cô gái trẻ với mái tóc nâu nhạt lượn sóng có vẻ bằng tuổi bé Mực và Kiyomi. Cô mặc cái đầm đỏ, đội mũ beret màu đỏ. Đôi khi cô nói chuyện với bé Mực về việc giúp bé giải quyết vấn đề gì đó. Cô ít khi xuất hiện trong series, luôn thoắt ẩn thoắt hiện. Ngụ ý rằng cô cũng đến từ biển, vì cô có một chiếc mũ tương tự như của bé Mực và đưa ra những lời nói cho thấy cô không phải là con người. Những âm tiết đầu tiên trong tên của cô phát âm là 'tako' (たこ) , có nghĩa là " bạch tuộc ".
Aiko Saitō (斉藤 愛子, Saitō Aiko)
Lồng tiếng bởi: Hiroko Ushida
Giáo viên tiểu học của Takeru và chị gái của Nagisa. Aiko ghen tị với sự nổi tiếng của bé Mực với đám học sinh của mình vì cô đã từng nổi tiếng với lũ nhóc trước khi bé xuất hiện ở trường. Cô rất yêu trẻ con.
Ruka Shirosugi (白椙 留夏, Shirosugi Ruka)
Lồng tiếng bởi: Hiroko Ushida
Một y tá làm việc trạm xá ở bãi biển để chăm sóc những người bị thương, bé Mực đã gặp cô khi bé bị cảm nắng và nằm nghỉ ở đó.
Yuta Matsumoto (松本 ユタ, Matsumoto Yūta)
Lồng tiếng bởi: Yuko Sanpei
Bạn thân nhất của Takeru và bạn cùng lớp ở trường. Có bố là một chuyên gia xây lâu đài cát. Cậu hay đến bãi biển để chơi với Takeru và thường trêu chọc bé Mực.

## Truyền thông

### Manga
Anbe Masahiro đã thực hiện loạt manga và đăng trên tạp chí Weekly Shōnen Champion của Akita Shoten từ tháng 7 năm 2007. Akita Shoten sau đó đã tập hợp các chương lại để phát hành thành các tankōbon, tính đến ngày 06 tháng 3 năm 2015 thì đã có 19 tập được phát hành. TVM Comics đã đăng ký bản quyền để phát hành tại Việt Nam với tên Cuộc xâm lăng của bé Mực còn Ching Win Publishing thì đăng ký tại Đài Loan.

### Internet radio
Một chương trình phát thành trên mạng có tên Kanemoto Hisako × Ika Musume Ika-su Radio (金元寿子×イカ娘 イカすラジオ) do nhân vật Ika Musume làm người dẫn chương trình chính đã phát sóng từ ngày 28 tháng 9 năm 2010 đến ngày 11 tháng 1 năm 2011 với 9 chương trình. Chương trình này được thực hiện để hỗ trợ cho bộ anime thứ nhất và giới thiệu các thông tin mới thông qua việc hỏi đáp.
Chương trình phát thành trên mạng trên mạng thứ hai có tên Kanemoto Hisako × Ika Musume Shinryaku Radio Kikana-ika? (金元寿子×イカ娘 侵略ラジオ 聞かなイカ?) cũng do nhân vật Ika Musume làm người dẫn chương trình chính đã phát sóng từ ngày 09 tháng 4 năm 2011 đến ngày 31 tháng 3 năm 2012 với 40 chương trình. Chức năng của chương trình này cũng giống như chương trình trước là hỗ trợ cho bộ anime thứ hai như cung cấp các thông tin và trả lời các câu hỏi của người hâm mộ gửi đến chương trình. Lantis đã phát hành hai đĩa tổng hợp các chương trình của chương trình này vào ngày 07 tháng 9 năm 2011 và ngày 18 tháng 4 năm 2012.

### Anime
Diomedéa đã thực hiện chuyển thể anime của tác phẩm và phát sóng tại Nhật Bản từ ngày 04 tháng 10 đến ngày 20 tháng 12 năm 2010 với 12 tập trên kênh TV Tokyo sau đó phát lại trên kênh TV Aichi và TV Osaka. Hai tập ngoại truyện đặc biệt có tên Shinryaku! Ika Musume Mini Ika Musume no Bangai-hen (侵略!イカ娘 ミニイカ娘の番外編) đã được thực hiện để đính kèm với phiên bản DVD/BD của bộ anime. Kênh Animax Asia đã phát sóng đã chiếu bộ anime này trên toàn hệ thống của mình ở khu vực Đông Nam Á và Nam Á. Media Blasters đã đăng ký bản quyền phiên bản tiếng Anh của bộ anime này để tiến hành phân phối tại thị trường Bắc Mỹ, Madman Entertainment thì đăng ký tại Úc và New Zealand, Manga Entertainment đăng ký tại Anh còn Proware Multimedia International đăng ký tại Đài Loan.
Diomedéa cũng đã thực hiện bộ anime thứ hai có tên Shinryaku!? Ika Musume (侵略!?イカ娘) và phát sóng từ ngày 26 tháng 9 đến ngày 26 tháng 12 năm 2011 với 12 tập trên kênh TV Tokyo sau đó phát lại trên kênh TV Aichi, AT-X và TV Osaka. Kênh Animax Asia cũng đã phát sóng đã chiếu bộ anime này trên toàn hệ thống của mình ở khu vực Đông Nam Á và Nam Á. Media Blasters đã đăng ký bản quyền phiên bản tiếng Anh của bộ anime này để tiến hành phân phối tại thị trường Bắc Mỹ, Madman Entertainment thì đăng ký tại Úc và New Zealand còn Proware Multimedia International đăng ký tại Đài Loan.
Bộ OVA gồm 3 tập có tên Shinryaku!! Ika Musume (侵略!!イカ娘) cũng đã được thực hiện để đính kèm với phiên bản giới hạn của tập tankōbon. Hai tập đã phát hành đính kèm với tập thứ 12 và 14 còn một tập đang dự tính phát hành đính kèm với tập 17.

### Drama CD
Geneon Universal đã phát hành hai drama CD vào ngày 28 tháng 1 và ngày 08 tháng 6 năm 2011 với cốt truyện bám sát cốt truyện của loạt anime.

### Ứng dụng
Tác phẩm đã được chuyển thể thành rất nhiều ứng dụng và trò chơi điện tử cho hệ di động do nhiều công ty khác nhau thực hiện.

### Âm nhạc
Bộ anime thứ nhất có hai bài hát chủ đề, một mở đầu và một kết thúc. Bài hát mở đầu có tên Shinryaku no Susume☆ (侵略ノススメ☆) do ULTRA-PRISM trình bày, đĩa đơn chứa bài hát đã phát hành vào ngày 27 tháng 10 năm 2010 với hai phiên bản giới hạn và bình thường, phiên bản giới hạn có đính kèm một đĩa chứa đoạn phim trình bày nhạc phẩm. Bài hát kết thúc có tên Metamerism (メタメリズム) do Ito Kanae trình bày, đĩa đơn chứa bài hát đã phát hành vào ngày 26 tháng 11 năm 2010, đĩa đơ có đính kèm một đĩa chứa đoạn phim trình bày nhạc phẩm. Album chứa các bản nhạc dùng trong bộ anime đã phát hành vào ngày 22 tháng 12 năm 2010.
Ba đĩa đơn chứa các bài hát do nhân vật Ika Musume trình bày chính đã phát hành từ ngày 15 tháng 12 năm 2010 đến ngày 06 tháng 7 năm 2011. Đĩa đơn thứ ba có hai phiên bản giới hạn và bình thường, phiên bản giới hạn có đính kèm một đĩa chứa đoạn phim trình bày nhạc phẩm.
| Shinryaku no Susume☆ (侵略ノススメ☆) | Shinryaku no Susume☆ (侵略ノススメ☆)                                  | Shinryaku no Susume☆ (侵略ノススメ☆) |
| STT                                  | Nhan đề                                                               | Thời lượng                           |
| ------------------------------------ | --------------------------------------------------------------------- | ------------------------------------ |
| 1.                                   | "Shinryaku no Susume☆ (侵略ノススメ☆)"                                | 4:31                                 |
| 2.                                   | "www.in just night"                                                   | 4:09                                 |
| 3.                                   | "Love Place (ラブプレイス)"                                           | 4:56                                 |
| 4.                                   | "Shinryaku no Susume☆ (Instrumental) (侵略ノススメ☆（Instrumental）)" | 4:31                                 |
| 5.                                   | "www.in just night（Instrumental）"                                   | 4:09                                 |
| 6.                                   | "Love Place (Instrumental) (ラブプレイス（Instrumental）)"            | 4:53                                 |
| Tổng thời lượng:                     | Tổng thời lượng:                                                      | 27:09                                |

| Metamerism (メタメリズム) | Metamerism (メタメリズム)                            | Metamerism (メタメリズム) |
| STT                       | Nhan đề                                              | Thời lượng                |
| ------------------------- | ---------------------------------------------------- | ------------------------- |
| 1.                        | "Metamerism (メタメリズム)"                          | 4:44                      |
| 2.                        | "Kimi ga Ireba (君がいれば)"                         | 4:57                      |
| 3.                        | "Metamerism (off vocal) (メタメリズム (off vocal))"  | 4:44                      |
| 4.                        | "Kimi ga Ireba (off vocal) (君がいれば (off vocal))" | 4:54                      |
| Tổng thời lượng:          | Tổng thời lượng:                                     | 19:19                     |

| TV Animation "Shinryaku! Ika Musume" Original Soundtrack (TVアニ『侵略!イカ娘』オリジナルサウンドトラック) | TV Animation "Shinryaku! Ika Musume" Original Soundtrack (TVアニ『侵略!イカ娘』オリジナルサウンドトラック) | TV Animation "Shinryaku! Ika Musume" Original Soundtrack (TVアニ『侵略!イカ娘』オリジナルサウンドトラック) |
| STT | Nhan đề | Thời lượng                                                                                                 |
| --- | --- | --- |
| 1. | "Umi Kara no Shisha (海からの使者)"                                                                        | 1:09 |
| 2. | "Shinryaku no Susume☆ (TV ver.) (侵略ノススメ☆ (TV ver.))"                                                 | 1:32 |
| 3. | "Umi no Ie Lemon (海の家 れもん)"                                                                          | 1:12 |
| 4. | "Natsu no Umi Hiyori (夏の海日和)"                                                                         | 1:12 |
| 5. | "Ika no Kyoui (イカの脅威)"                                                                                | 0:42 |
| 6. | "Jinrui yo, Hirefusu ga Ii de geso (人類よ、平伏すがいいでゲソ)"                                           | 1:05 |
| 7. | "Watashi ni Tsuite Koi de geso (私について来いでゲソ)"                                                     | 0:53 |
| 8. | "Kyoufu no Shinryakusha (恐怖の侵略者)"                                                                    | 0:55 |
| 9. | "Gekitotsu! Ika Musume (激突! イカ娘)"                                                                     | 1:15 |
| 10. | "Imaichi de geso (イマイチでゲソ)"                                                                         | 0:44 |
| 11. | "Isoga Naika (急がなイカ)"                                                                                 | 0:43 |
| 12. | "Kore wa Nande geso? (これは何でゲソ?)"                                                                    | 0:45 |
| 13. | "Umi no Shugosha! Life Saver (海の守護者! ライフセーバー)"                                                 | 0:43 |
| 14. | "Yume no Tag! Umi wo Mamoru Nakama de geso (夢のタッグ! 海を護る仲間でゲソ)"                               | 0:41 |
| 15. | "Me ga Mawaru ja naika (目が回るじゃなイカ!)"                                                              | 1:01 |
| 16. | "Sanae de geso (早苗でゲソ)"                                                                               | 1:09 |
| 17. | "Mattari Shinaika? (まったりしなイカ?)"                                                                    | 0:45 |
| 18. | "Naminori wa Tanoshii de geso? (波乗りは楽しいでゲソ?)"                                                    | 0:52 |
| 19. | "Nagisa no Shinpai Goto (渚の心配事)"                                                                      | 0:37 |
| 20. | "Umi no Ie Minamikaze (海の家 南風)"                                                                       | 1:36 |
| 21. | "Koukinou! Nise Ika Musume (高機能! ニセイカ娘)"                                                           | 0:36 |
| 22. | "Myou de geso (妙でゲソ)"                                                                                  | 0:43 |
| 23. | "Television no Aru Seikatsu mo Waruku nai ja naika (テレビのある生活も悪くないじゃなイカ)"                 | 0:42 |
| 24. | "Mata Naika! (待たなイカ!)"                                                                                | 0:41 |
| 25. | "Tanjoubi Party de Geso (誕生日パーティでゲソ)"                                                            | 1:02 |
| 26. | "Hen na Shisen wo Kanjiru de Geso (変な視線を感じるでゲソ)"                                                | 1:06 |
| 27. | "Ika no Hito no Ayashii Takurami (イカの人の怪しい企み)"                                                   | 0:42 |
| 28. | "Hikagaku Teki de Geso (非科学的でゲソ)"                                                                   | 1:11 |
| 29. | "Nanika dete Kisou ja Naika? (何か出てきそうじゃなイカ?)"                                                  | 1:00 |
| 30. | "Mini Ika Musume na Hibi (ミニイカ娘な日々)"                                                               | 6:18 |
| 31. | "Umi wo Mamorou ja Naika (海を護ろうじゃなイカ)"                                                           | 0:57 |
| 32. | "Honki wa Ashita Kara dasu de Geso (本気は明日から出すでゲソ)"                                             | 0:41 |
| 33. | "Ebi wo Tabetai de Geso (エビを食べたいでゲソ)"                                                            | 0:45 |
| 34. | "Kossori Iku de Geso (こっそり行くでゲソ)"                                                                 | 0:49 |
| 35. | "Kanashii ja Naika... (悲しいじゃなイカ...)"                                                               | 0:42 |
| 36. | "Noumen Rider no Theme (能面ライダーのテーマ)"                                                             | 0:33 |
| 37. | "Noumen Rider no Theme (INST) (能面ライダーのテーマ (INST))"                                               | 1:04 |
| 38. | "Zessan Shinryaku Chuu de Geso (絶賛侵略中でゲソ)"                                                         | 0:42 |
| 39. | "Kono Choushi de Geso! (この調子でゲソ)"                                                                   | 0:53 |
| 40. | "Ika・Ska・Rhythm (イカ・スカ・リズム)"                                                                    | 0:44 |
| 41. | "Yahho! Ika Seijin (ィヤッホゥー! イカ星人)"                                                               | 1:05 |
| 42. | "Kiken ja Naika? (危険じゃなイカ?)"                                                                        | 1:02 |
| 43. | "Watashi wa Ika Seijin de Geso (ワタシハイカセイジンデゲソ)"                                               | 0:44 |
| 44. | "Piko Piko Kimi (ピコピコ気味)"                                                                            | 0:21 |
| 45. | "Ika Shokushuryuu Drum Solo (イカ触手流ドラムソロ)"                                                        | 0:30 |
| 46. | "Naminori wa Tanoshiika? (波乗りは楽しイカ?)"                                                              | 0:52 |
| 47. | "Kyou no Shinryaku wa Oyasumi de Geso (今日の侵略はお休みでゲソ)"                                          | 1:03 |
| 48. | "Nemui de Geso (眠いでゲソ)"                                                                               | 1:07 |
| 49. | "Shinryaku no Michi wa Kewashii de Geso (侵略の道は険しいでゲソ)"                                          | 1:05 |
| 50. | "Tenteki de Geso... (天敵でゲソ...)"                                                                       | 0:40 |
| 51. | "Yappari Kanashii ja Naika... (やっぱり悲しいじゃなイカ...)"                                               | 0:42 |
| 52. | "Umi wo Aishite Kure Naika? (海を愛してくれなイカ?)"                                                       | 0:58 |
| 53. | "Yappari Hen na Shisen wo Kanjiru de Geso (やっぱり変な視線を感じるでゲソ)"                                | 1:06 |
| 54. | "Kono Choushi de Iku de Geso! (この調子で行くでゲソ!)"                                                     | 0:54 |
| 55. | "Omoide no Ningyou (想い出の人形)"                                                                         | 0:34 |
| 56. | "Sabishii de Geso (淋しいでゲソ)"                                                                          | 0:49 |
| 57. | "Aoi Umi he Ai wo Komete (青い海へ愛を込めて)"                                                             | 0:49 |
| 58. | "Metamarism (TV ver.) (メタメリズム (TV ver.))"                                                            | 1:31 |
| Tổng thời lượng:                                                                                           | Tổng thời lượng:                                                                                           | 57:14 |

| Kore ga Umi e no Ai janaika! (これが海への愛じゃなイカ!) | Kore ga Umi e no Ai janaika! (これが海への愛じゃなイカ!)                                                  | Kore ga Umi e no Ai janaika! (これが海への愛じゃなイカ!) |
| STT                                                      | Nhan đề                                                                                                   | Thời lượng                                               |
| -------------------------------------------------------- | --- | -------------------------------------------------------- |
| 1.                                                       | "Kore ga Umi e no Ai janaika! (これが海への愛じゃなイカ!)"                                                | 3:26                                                     |
| 2.                                                       | "Umi Doll☆Ika Doll☆Kasei Doll (ウミドル☆イカドル☆稼いドル)"                                               | 4:23                                                     |
| 3.                                                       | "Umi Doll☆Ika Doll☆Kasei Doll ~Namashibori Lemon Fuumi~ (ウミドル☆イカドル☆稼いドル〜生絞りれもん風味〜)" | 4:15                                                     |
| 4.                                                       | "Kore ga Umi e no Ai janaika! [instrumental] (これが海への愛じゃなイカ! [instrumental])"                  | 3:26                                                     |
| 5.                                                       | "Umi Doll☆Ika Doll☆Kasei Doll [instrumental] (ウミドル☆イカドル☆稼いドル [instrumental])"                 | 4:20                                                     |
| Tổng thời lượng:                                         | Tổng thời lượng:                                                                                          | 19:50                                                    |

| Iika☆Iika wa☆Ii de Geso! (いイカ☆いイカは☆イイでゲソ!) | Iika☆Iika wa☆Ii de Geso! (いイカ☆いイカは☆イイでゲソ!)                                                     | Iika☆Iika wa☆Ii de Geso! (いイカ☆いイカは☆イイでゲソ!) |
| STT                                                    | Nhan đề | Thời lượng                                             |
| ------------------------------------------------------ | --- | ------------------------------------------------------ |
| 1.                                                     | "Iika☆Iika wa☆Ii de Geso! (いイカ☆いイカは☆イイでゲソ!)"                                                   | 4:02                                                   |
| 2.                                                     | "Kihon wa Natsu, Shinryaku no Natsu! (基本は夏、侵略の夏!)"                                                | 4:14                                                   |
| 3.                                                     | "Kihon wa Natsu, Shinryaku no Natsu! ~Namashibori Lemon Fuumi~ (基本は夏、侵略の夏! 〜生絞りれもん風味〜)" | 4:19                                                   |
| 4.                                                     | "Iika☆Iika wa☆Ii de Geso! (Inst) (いイカ☆いイカは☆イイでゲソ! (Inst))"                                     | 4:02                                                   |
| 5.                                                     | "Kihon wa Natsu, Shinryaku no Natsu! (Inst) (基本は夏、侵略の夏! (Inst))"                                  | 4:12                                                   |
| Tổng thời lượng:                                       | Tổng thời lượng:                                                                                           | 20:49                                                  |

| I・KA・I・CE・SU Tabenaika? (イ・カ・ア・イ・ス 食べなイカ？) | I・KA・I・CE・SU Tabenaika? (イ・カ・ア・イ・ス 食べなイカ？)                               | I・KA・I・CE・SU Tabenaika? (イ・カ・ア・イ・ス 食べなイカ？) |
| STT                                                           | Nhan đề                                                                                     | Thời lượng                                                    |
| ------------------------------------------------------------- | ------------------------------------------------------------------------------------------- | ------------------------------------------------------------- |
| 1.                                                            | "I・KA・I・CE・SU Tabenaika? (イ・カ・ア・イ・ス 食 べ な イ カ ?)"                         | 4:17                                                          |
| 2.                                                            | "Acchi Muite☆Kocchi Muite☆Ika Muite! (あっち向いて☆こっち向いて☆イカ向いて!)"               | 4:03                                                          |
| 3.                                                            | "I・KA・I・CE・SU Tabenaika? (inst) (イ・カ・ア・イ・ス 食 べ な イ カ ? (inst))"           | 4:17                                                          |
| 4.                                                            | "Acchi Muite☆Kocchi Muite☆Ika Muite! (inst) (あっち向いて☆こっち向いて☆イカ向いて! (inst))" | 4:00                                                          |
| Tổng thời lượng:                                              | Tổng thời lượng:                                                                            | 16:37                                                         |

Bộ anime thứ hai cũng có hai bài hát chủ đề, một mở đầu và một kết thúc. Bài hát mở đầu có tên HIGH POWERED do Sphere trình bày, đĩa đơn chứa bài hát đã phát hành vào ngày 26 tháng 10 năm 2011 với hai phiên bản giới hạn và bình thường, phiên bản giới hạn có đính kèm đĩa chứa đoạn phim trình bày nhạc phẩm. Bài hát kết thúc có tên Kimi wo Shiru Koto (君を知ること) do Kanemoto Hisako trình bày đĩa đơn chứa bài hát đã phát hành vào ngày 16 tháng 11 năm 2011 cũng với hai phiên bản giới hạn và bình thường, phiên bản giới hạn có đính kèm đĩa chứa đoạn phim trình bày nhạc phẩm. Album chứa các bản nhạc dùng trong bộ này đã phát hành vào ngày 25 tháng 1 năm 2012.
Hai album chứa các bài hát do nhân vật Ika Musume trình bày chính đã phát hành vào ngày 07 tháng 12 năm 2011 và ngày 11 tháng 1 năm 2012. Album thứ hai có hai phiên bản giới hạn và bình thường, phiên bản giới hạn có đính kèm đĩa chứa đoạn phim trình bày nhạc phẩm. Đĩa đơn chứa các bài hát do các nhân vật trình bày đã phát hành vào ngày 21 tháng 12 năm 2011.
| HIGH POWERED     | HIGH POWERED                | HIGH POWERED |
| STT              | Nhan đề                     | Thời lượng   |
| ---------------- | --------------------------- | ------------ |
| 1.               | "HIGH POWERED"              | 4:28         |
| 2.               | "Hello,my love"             | 5:11         |
| 3.               | "HIGH POWERED (Off Vocal)"  | 4:28         |
| 4.               | "Hello,my love (Off Vocal)" | 5:11         |
| Tổng thời lượng: | Tổng thời lượng:            | 19:18        |

| Kimi wo Shiru Koto (君を知ること) | Kimi wo Shiru Koto (君を知ること)                                                 | Kimi wo Shiru Koto (君を知ること) |
| STT                               | Nhan đề                                                                           | Thời lượng                        |
| --------------------------------- | --------------------------------------------------------------------------------- | --------------------------------- |
| 1.                                | "Kimi wo Shiru Koto (君を知ること)"                                               | 4:44                              |
| 2.                                | "Natsuyasumi: Shinryaku Enikki (夏休み:シンリャク絵日記)"                         | 5:12                              |
| 3.                                | "Kimi wo Shiru Koto (Off Vocal) (君を知ること (Off Vocal))"                       | 4:44                              |
| 4.                                | "Natsuyasumi: Shinryaku Enikki (Off Vocal) (夏休み:シンリャク絵日記 (Off Vocal))" | 5:11                              |
| Tổng thời lượng:                  | Tổng thời lượng:                                                                  | 19:51                             |

| TV ANIMATION "Shinryaku!? Ika Musume" Original Soundtrack 2 (TVアニメ『侵略!?イカ娘』オリジナルサウンドトラック2) | TV ANIMATION "Shinryaku!? Ika Musume" Original Soundtrack 2 (TVアニメ『侵略!?イカ娘』オリジナルサウンドトラック2) | TV ANIMATION "Shinryaku!? Ika Musume" Original Soundtrack 2 (TVアニメ『侵略!?イカ娘』オリジナルサウンドトラック2) |
| STT | Nhan đề | Thời lượng |
| --- | --- | --- |
| 1. | "Motto Pinch ja naika? (もっとピンチじゃなイカ?)"                                                                 | 1:04 |
| 2. | "Fukkatsu de Geso! (復活でゲソ!)"                                                                                 | 1:23 |
| 3. | "HIGH POWERED(TV ver.)"                                                                                           | 1:32 |
| 4. | "Shuurai! Shinryakusha (襲来!侵略者)"                                                                             | 1:12 |
| 5. | "Shinryakubu! Ika Musume (侵略部!イカ娘)"                                                                         | 1:06 |
| 6. | "Ika no Joushiki de Geso (イカの常識でゲソ)"                                                                      | 1:04 |
| 7. | "Yandenaika? (病んでなイカ?)"                                                                                     | 0:48 |
| 8. | "Kinjirareta Asobi ja naika? (禁じられた遊びじゃなイカ?)"                                                         | 0:53 |
| 9. | "Darkside Aura (ダークサイド・オーラ)"                                                                            | 1:07 |
| 10. | "Te ni Ase Nigiru Koubousen de Geso! (手に汗握る攻防戦でゲソ!)"                                                   | 1:14 |
| 11. | "Eiyuu ja naika? (英雄じゃなイカ?)"                                                                               | 1:12 |
| 12. | "Suiheisen no Kirameki (水平線の煌めき)"                                                                          | 0:53 |
| 13. | "Radio Taisou no Uta (レディオ体操の歌)"                                                                          | 0:55 |
| 14. | "Radio Taisou Dai-1 (レディオ体操第1)"                                                                            | 1:06 |
| 15. | "Radio Taisou Dai-2 (レディオ体操第2)"                                                                            | 0:52 |
| 16. | "Kiken ga Abunai ja naika... (危険が危ないじゃなイカ…)"                                                           | 1:19 |
| 17. | "Kiki Ippatsu de Geso! (危機一髪でゲソ!)"                                                                         | 1:03 |
| 18. | "Himeta Omoi (秘めた想い)"                                                                                        | 0:50 |
| 19. | "Ikagine (イカジン)"                                                                                              | 1:04 |
| 20. | "Smile・Girl (スマイル・ガール)"                                                                                  | 1:09 |
| 21. | "Tanzaku ni Negai wo (短冊に願いを)"                                                                              | 1:22 |
| 22. | "Boukenshinaika? (冒険しなイカ?)"                                                                                 | 6:19 |
| 23. | "Honki to Kaite Maji to Yomu de Geso! (本気と書いてマジと読むでゲソ!)"                                            | 0:56 |
| 24. | "Dream Yuuenchi (ドリーム遊園地)"                                                                                 | 1:06 |
| 25. | "Kokoro no Album (ココロのアルバム)"                                                                              | 1:14 |
| 26. | "Yuuhi ga Me ni Shimiru de Geso (夕陽が目に沁みるでゲソ)"                                                         | 1:07 |
| 27. | "Mata Ashita de Geso (また明日でゲソ)"                                                                            | 0:34 |
| 28. | "Omatsuri ja naika (お祭りじゃなイカ)"                                                                            | 1:06 |
| 29. | "Shinryaku!? Ondo (侵略!?音頭)"                                                                                   | 1:22 |
| 30. | "Surechigai ja naika? (すれ違いじゃなイカ?)"                                                                      | 1:11 |
| 31. | "Sunao ni Narenakute (素直になれなくて)"                                                                          | 1:23 |
| 32. | "Lonely Ika Heart (ロンリーイカハート)"                                                                           | 2:24 |
| 33. | "Kimi wo Shiru Koto (TV ver.) (君を知ること(TV ver.))"                                                            | 1:33 |
| 34. | "Radio Taisou no Uta (INST) (レディオ体操の歌（INST）)"                                                           | 0:55 |
| 35. | "Radio Taisou Dai-1 (INST) (レディオ体操第1（INST）)"                                                             | 1:06 |
| 36. | "Radio Taisou Dai-2 (INST) (レディオ体操第2（INST）)"                                                             | 0:50 |
| Tổng thời lượng:                                                                                                  | Tổng thời lượng:                                                                                                  | 46:14 |

| IKA LOVE         | IKA LOVE                                                                        | IKA LOVE   |
| STT              | Nhan đề                                                                         | Thời lượng |
| ---------------- | ------------------------------------------------------------------------------- | ---------- |
| 1.               | "Shinryaku no Susume☆ (Altersquid) (侵略ノススメ☆ (Altersquid))"                | 4:29       |
| 2.               | "Lemon Iro no Natsu (れもん色の夏)"                                             | 5:03       |
| 3.               | "Mezame yo! Sabaki no Na wo Shimese!! (目覚めよ! 裁きの名を示せ!!)"             | 3:13       |
| 4.               | "Ikamusume no Chikyuu Shinryaku March (イカ娘の地球侵略マーチ)"                 | 4:07       |
| 5.               | "Ai yo Koi yo♡Suiheisen de FLASH!! (愛よ恋よ♡水平線でFLASH!!)"                  | 3:50       |
| 6.               | "Namikaze Slider (波風スライダー)"                                              | 4:23       |
| 7.               | ""Ikamusume" Ekaki Uta (「イカ娘」絵描き歌)"                                    | 2:39       |
| 8.               | "Oroka na Ketsumatsu (愚かな結末)"                                              | 6:08       |
| 9.               | "Umi Doll☆Ika Doll☆Kasei Doll (A.N.K.G) (ウミドル☆イカドル☆稼いドル (A.N.K.G))" | 4:21       |
| 10.              | "Tomodachi (友達)"                                                              | 5:10       |
| Tổng thời lượng: | Tổng thời lượng:                                                                | 43:23      |

| INVADER          | INVADER                                                                                          | INVADER    |
| STT              | Nhan đề                                                                                          | Thời lượng |
| ---------------- | ------------------------------------------------------------------------------------------------ | ---------- |
| 1.               | "Hoppin☆Steppin☆Shrimppin (ほっぴん☆すてっぴん☆しゅりんぴん)"                                    | 4:36       |
| 2.               | "sEA sCENe rOCk!!"                                                                               | 4:05       |
| 3.               | "Kore ga Umi e no Ai Janaika! (これが海への愛じゃなイカ!)"                                       | 3:25       |
| 4.               | "Acchi Muite☆Kocchi Muite☆Ika Muite! (あっち向いて☆こっち向いて☆イカ向いて!)"                    | 4:05       |
| 5.               | "Yuumagure Ika Shigure (夕まぐれイカ時雨)"                                                       | 4:10       |
| 6.               | "I・KA・I・CE・SU Tabenaika? (イ・カ・ア・イ・ス食べなイカ?)"                                    | 4:15       |
| 7.               | "Umi Doll☆ Ika Doll☆ Kasei Doll (ウミドル☆イカドル☆稼いドル)"                                    | 4:22       |
| 8.               | "Kihon wa Natsu, Shinryaku no Natsu! (基本は夏、侵略の夏!)"                                      | 4:13       |
| 9.               | "Iika☆Iika wa☆Ii de Geso! (いイカ☆いイカは☆イイでゲソ!)"                                         | 4:04       |
| 10.              | "Shinryaku no Susume☆ (IKA Covered) (侵略のススメ☆(IKA Covered))"                                | 4:31       |
| 11.              | "Natsuyasumi: Shinryaku Enikki (夏休み:シンリャク絵日記)"                                        | 5:12       |
| 12.              | "Shinryaku no Wa wo Megurishi Unmei no Shito... Janaika (侵略の輪を巡りし運命の使徒…じゃなイカ)" | 5:12       |
| 13.              | "Kimi wo Shiru Koto (Namashibori Lemon Fuumi) (君を知ること(生絞りれもん風味))"                  | 5:08       |
| Tổng thời lượng: | Tổng thời lượng:                                                                                 | 57:18      |

| A,B,C Dynamite girl! | A,B,C Dynamite girl!                           | A,B,C Dynamite girl! |
| STT                  | Nhan đề                                        | Thời lượng           |
| -------------------- | ---------------------------------------------- | -------------------- |
| 1.                   | "A,B,C,Dynamite girl!"                         | 4:05                 |
| 2.                   | "IKANIMO-Junjou! (IKANIMO-純情!)"              | 4:07                 |
| 3.                   | "A,B,C,Dynamite girl!(inst)"                   | 4:05                 |
| 4.                   | "IKANIMO-Junjou! (inst) (IKANIMO-純情!(inst))" | 4:07                 |
| Tổng thời lượng:     | Tổng thời lượng:                               | 16:24                |

Các tập OVA có hai bài hát chủ đề, một mở đầu và một kết thúc. Bài hát mở đầu có tên Let's☆Shinryaku Time! (Let's☆侵略タイム!) do ULTRA-PRISM trình bày và bài hát kết thúc có tên Puzzle (パズル) do Itō Kanae trình bày. Hai đĩa đơn chứa hai bài hát đã phát hành vào ngày 08 tháng 8 năm 2012, đĩa đơn chứa bài hát kết thúc có đính kèm đĩa chứa đoạn phim trình bày nhạc phẩm.
| Let's☆Shinryaku Time! (Let's☆侵略タイム!) | Let's☆Shinryaku Time! (Let's☆侵略タイム!)                      | Let's☆Shinryaku Time! (Let's☆侵略タイム!) |
| STT                                       | Nhan đề                                                        | Thời lượng                                |
| ----------------------------------------- | -------------------------------------------------------------- | ----------------------------------------- |
| 1.                                        | "Let's☆Shinryaku Time! (Let's☆侵略タイム!)"                    | 4:11                                      |
| 2.                                        | "Jiyuugata ~Free Style~ (自由型 ～Free Style～)"               | 5:38                                      |
| 3.                                        | "Let's☆Shinryaku Time! [inst] (Let's☆侵略タイム! [inst])"      | 4:11                                      |
| 4.                                        | "Jiyuugata ~Free Style~ [inst] (自由型 ～Free Style～ [inst])" | 5:36                                      |
| Tổng thời lượng:                          | Tổng thời lượng:                                               | 19:36                                     |

| Puzzle / Beginner Driver (パズル/ビギナードライバー) | Puzzle / Beginner Driver (パズル/ビギナードライバー)                 | Puzzle / Beginner Driver (パズル/ビギナードライバー) |
| STT                                                  | Nhan đề                                                              | Thời lượng                                           |
| ---------------------------------------------------- | -------------------------------------------------------------------- | ---------------------------------------------------- |
| 1.                                                   | "Puzzle (パズル)"                                                    | 4:34                                                 |
| 2.                                                   | "Beginner Driver (ビギナードライバー)"                               | 3:57                                                 |
| 3.                                                   | "Puzzle (Instrumental) (パズル (Instrumental))"                      | 4:34                                                 |
| 4.                                                   | "Beginner Driver (Instrumental) (ビギナードライバー (Instrumental))" | 3:54                                                 |
| Tổng thời lượng:                                     | Tổng thời lượng:                                                     | 16:59                                                |

## Đón nhận
Các hộp phiên bản BD của bộ anime thứ nhất luôn có mặt trên bảng xếp hạng 10 sản phẩm bán chạy nhất trong tuần của Oricon trong tuần đầu phát hành dù phiên bản DVD thì không đạt được mức như thế.
Nhân vật Ika Musume thường có một chữ đệm phía sau các câu nói của mình là -ika? (〜なイカ？) hay -geso (〜でゲソ). Hai từ này đã được bắt chước khá nhiều trong các cuộc trao đổi trên mạng như tại Twitter và blog, kết quả là các từ này đã giành giải đồng trong danh sách trao giải các từ đệm phổ biến của Net Ryūkōgo Taishō (ネット流行語大賞) năm 2010.